# Pamiętniki Marguerite de Valois
Pamiętniki Marguerite de Valois – pamiętniki królowej Nawarry Małgorzaty de Valois (1553 – 1615), wydane przez Czytelnika w 1968 roku w tłumaczeniu Ireny Dewitz, ze wstępem Jerzego Łojka. Ukazały się w Paryżu w 1628 roku, 13 lat po śmierci autorki (wydawnictwo C. Chapellain). Napisane zostały, gdy była w latach 1585–1605 panią twierdzy Usson, za namową de Brantôme'a.
Składają się z 21 listów, obejmujących życie autorki od dzieciństwa poprzez małżeństwo z królem Nawarry, masakrę hugenotów w noc św. Bartłomieja, po krążenie między Paryżem a Nawarrą z powodu nie najlepszych relacji z dworem paryskim. Doprowadzone są do roku 1582.
Interesujący obraz życia francuskich sfer panujących, dworskich intryg, z punktu widzenia młodej królowej, dość szczerze przedstawiającej swoje przeżycia, pomijającej jednak skandale obyczajowe ze swoim udziałem.
W warszawskiej Bibliotece Narodowej można zapoznać się z francuskim wydaniem z 1665 roku (Paryż, wydawca Pierre Trabouillet).